# Caradrina fergana
Caradrina fergana är en fjärilsart som beskrevs av Otto Staudinger 1892. Caradrina fergana ingår i släktet Caradrina och familjen nattflyn. Inga underarter finns listade i Catalogue of Life.